# Hulman mentavejský
Hulman mentavejský (Presbytis potenziani) je druh primáta z podčeledi hulmani (Colobinae) a rodu Presbytis. Druh poprvé popsal Charles Lucien Bonaparte roku 1856.

## Výskyt
Jedná se o endemita Mentavajských ostrovů při západním pobřeží Sumatry, přičemž obývá všechny hlavní ostrovy Siberut, Sipora, Severní Pagai a Jižní Pagai. Vytváří dva poddruhy, z toho Presbytis potenziani siberu je endemitní vůči ostrovu Siberut a poddruh Presbytis potenziani potenziani obývá zbylé ostrovy souostroví. Tyto dva poddruhy jsou nověji hodnoceny spíše jako samostatné druhy, k čemuž se přiklání i Mezinárodní svaz ochrany přírody (IUCN) ve svém vyhodnocení z roku 2020.

## Popis a biologie
Samci hulmanů mentavejských váží přibližně 6,5 kg. Samice jsou o něco lehčí, váží ale jen asi 6,4 kg, pohlavní dimorfismus tedy není příliš výrazný. Zadní končetiny jsou delší nežli končetiny přední. Celkový zubní vzorec činí I 2/2, C 1/1, P 2/2, M 3/3. Hřbet je zbarvený černě, ventrální část je oranžová až hnědá, obličej je černý a lemován bílou. Mláďata mají světlou srst a dospělé zbarvení získají až časem. Druh se vyskytuje v primárních, sekundárních, bažinatých a mangrovníkových lesích. Pohybuje se většinou ve stromoví ve výškách kolem 20 metrů a výše. Živí se především listy (až z 55 %), ovocem a semeny (32 %) a květy, kůrou a mízou stromů (13 %). Jako jedni z mála primátů dovedou tito hulmani strávit listy dvojkřídláčovitých stromů. Jsou to jediné hulmanovité opice, které vytvářejí monogamní páry. Žijí ve skupinách od 2 do 5 jedinců, které tvoří dospělý pár a jejich mláďata, objevují se ale i samotářsky žijící jedinci. Samice rodí jediné mládě během července a srpna, přičemž se rozmnožují jenom jednou za dva roky. Samci i samice se ze svých rodných oblastí později rozptylují.
Hulman mentavejský sdílí své území s jinými druhy primátů, jako je kahau mentavejský (Simias concolor), makak vepří (Macaca nemestrina) a gibon malý (Hylobates klossii).

## Ohrožení
Nebezpečí představuje především ztráta přirozeného prostředí z důvodu přeměny původních lesů pro těžbu dřeva a uvolňování půdy pro pěstování palem olejných, jakožto i lov, jemuž napomáhá rozvoj infrastruktury, kvůli kterému se mohou lovci snáze dostat do odlehlejších oblastí, stejně tak jako nahrazení luků účinnějšími moderními zbraněmi. Pro obchod se zvířaty jsou však hulmani odchytáváni jen zřídka. Druh je chráněn skrze první přílohu úmluvy CITES a indonéské zákony. IUCN ve svém vyhodnocení považuje Presbytis potenziani za kriticky ohrožený druh, nově povýšenou formu Presbytis siberu pak za druh ohrožený.